# Мануел Кесон
Мануел Луис Кесон и Молина (на испански: Manuel Luis Quezon y Molina) е филипински държавник, офицер и политик, който служи като президент на Филипините от 1935 г. до 1944 г. Той е втори президент на страната след Емилио Агиналдо, който управлява в периода 1899 – 1901 г.
По време на президентството си, Кесон се справя с проблема на селяните без земя. Другите му важни решения включват преорганизирането на военната отбрана на островите, одобряване на преорганизация на правителството, поощряването на заселването и развиването на Минданао и противопоставянето срещу корупцията в правителството. По време на Втората световна война установява правителство в изгнание в САЩ. По време на изгнанието си в САЩ умира от туберкулоза.

## Ранен живот и кариера
Кестон е роден на 19 август 1878 г. в Балер в Ел Принсипе. Родителите му са Лусио Кесон и Мария Долорес Молина. Баща му е начален учител по испански и пенсиониран сержант от Испанската гражданска гвардия, а майка му е също е начална учителка. Баща му е китайско-испанско-филипински метис, докато майка му е испанско-филипинска метиска.
Той получава по-голямата част от образованието си от училище в родното си селище, като част от създаването на система от безплатно образование във Филипините. По-късно е приет в колежа Сан Хуан де Летран, където завършва средното си образование.
През 1899 г. Кесон учи право в университета Санто Томас, когато напуска, за да се присъедини към движението за независимост. По време на Филипино-американската война той е адютант на Емилио Агиналдо. Издига се до чин майор и се сражава в сектора Батаан. Кесон се завръща в университета през 1900 г., завършвайки през 1903 г. Известно време работи като чиновник и инспектор, започвайки държавна служба като ковчежник за Миндоро, а по-късно за Таябас. Става съветник и по-късно е избран за губернатор на Таябас през 1906 г.
През 1907 г. Кесон е избран в първото Филипинско събрание (по-късно Камара на представителите), където служи като председател на комитета по правилата и на комитета по бюджетните кредити. От 1909 до 1916 г. служи като комисар в американската Камара на представителите, лобирайки за приемането на указ за филипинска автономия.
През 1916 г. Кесон се връща в Манила, където е избран за сенатор във Филипинския сенат, а по-късно и за председател на сената, служейки без прекъсване до 1935 г. От 1922 г. Кесон е ръководител на Националистката партия (Partido Nacionalista-Colectivista).
Кесон се жени за първата си братовчедка, Аурора Арагон, на 17 декември 1918 г. Двамата имат четири деца.

## Президентство

### Първи мандат (1935 – 1941)
През 1935 г. Кесон печели първите президентски избори във Филипините под знамето на Националистката партия. Той се ползва с 68% от гласовете срещу опонентите си Емилио Агиналдо и Грегорио Аглипай. Постъпва на длъжност през ноември същата година.
На Кесон се пада честта да състави първия филипински кабинет. От 1901 до 1935 г., въпреки че филипинец винаги е главен съдия, повечето от членовете на Върховния съд са американци. Едва през 1935 г. е установена пълна филипинизация с основаването на Общността на Филипините. Членството във Върховния съд е увеличено до 11 души.
За да удовлетвори нуждите на новосъставеното правителство, както и изискванията на конституцията, президентът Кесон започва преорганизация на правителствените тела. Най-напред е преструктурирана изпълнителната власт. Някои служби са сливани, докато други директно са закривани. Други са създавани. Сред променените изпълнителни департаменти попадат тези на националната отбрана, селското стопанство, търговията, обществените работи, комуникациите и здравеопазването.
След като обещава да подобри условията на работническата класа и търсейки вдъхновение от социалните доктрини на папа Лъв XIII и папа Пий XI, Кесон започва енергична програма на социална справедливост, която прави реалност чрез подходящи изпълнителни мерки и законодателство, прието от Народното събрание.
Създаден е съд на промишлените отношения, целящ да посредничи при спорове при определени условия, намалявайки неудобствата при стачки. Създаден е закон за минимална работна заплата, както и закон за 8-часов работен ден. Създадена е позицията на публичен защитник, която да помага да бедните страни в споровете в техните съдебни дела. Приет е указ, позволяващ отчуждаването на големи площи земя и препродаването им на номинална цена и лесни условия. Кесон въвежда и кооперативна система в селското стопанство сред собствениците на поделени имения за облекчаване на ситуацията им и увеличаване на добивите им.
Икономическата обстановка в страната към момента на избирането на Мануел Кесон е стабилна и обещаваща. Външната търговия достига връх от 400 млн. песо, а бизнесът се разраства с главоломни темпове. Изнасяната реколта е добра и, с изключение на тютюна, тя е силно търсена на чуждестранните пазари. Производството на злато нараства с 37%, на желязо с почти 100%, а на цимент с 14%.
Въпреки просперитета, правителството среща някои икономически проблеми. За справяне с тях е създаден Национален икономически съвет. Този орган съветва правителството по икономически и финансови въпроси, включително насърчаването на промишлености, разнообразяването на реколти и компании, тарифи, данъци и формулиране на икономическа програма за подготовка на бъдещата независима филипинска република.
Кесон издава указ, който регулира договорите за наемане на активи, установявайки минимални стандарти. С това се създават по-добри взаимоотношения между наематели и земевладелци, равна подялба на реколтата и гаранции срещу произволно уволнение от страна на земевладелеца. Кесон нарежда указът да е със задължителен характер в Централен Лусон. Въпреки това, този указ се оказва неефективен, поради множество пропуски и, макар имайки добри намерения, той почти не успява да изпълни целта си. Желанието на Кесон да помири земевладелците с наемателите не се харесва на никоя страна. Към средата на 1940-те години хиляди наематели в Централен Лусон са изгонени от селските си стопанства, а селският конфликт съвсем се изостря. Аграрните проблеми продължават, което мотивира правителството да прибегне до кардинален принцип в социалната справедливост. Започва отчуждаване на земи от правителството.
Обръщайки внимание на образованието в страната, президентът Кесон създава Национален съвет за образованието. Отворени са множество училища, които да удовлетворят образователните нуждни на младите хора. Годишният бюджет за образование е 14 566 850 песо.
Президентът Кесон започва суфражетното движение на жените във Филипините. В резултат на дълъг дебат между поддръжниците на правата на жените и противниците им, конституцията накрая позволява въпросът да бъде решен чрез плебисцит. Такъв е проведен на 3 април 1937 г. След бурна кампания в деня на плебисцита, резултати се оказват впечатляващи. Преброени са 447 725 гласа за и 44 307 гласа против избирателното право на жените.
Друга конституционна клауза, въведена от администрацията на Кесон, засяга въпроса за националния език на Филипините. След едногодишно проучване, Институтът за националния език (основан през 1936 г.) препоръчва се приеме тагалог като основа на националния език. Предложението е посрещнато добре, имайки предвид, че директорът говори варайски. През декември 1937 г. Кесон одобрява приемането на национален език, което да настъпи след две години. След това Институтът за националния език започва работа по граматиката и лексиката на езика.
На 8 ноември 1938 г. са проведени избори за Второ народно събрание под нов закон, който позволява блокиране на вота, което облагодетелства управляващата Националистка партия. Всичките 98 места в Народното събрание са заети от националистите. Това Народно събрание се опитва да приеме закони за подсилване на икономика, но надвисналата Втора световна война кара някои закони, приети от Първото народно събрание, да се променят или да се отменят в съответствие за справяне с текущите събития. Прокаран е противоречив закон за имиграцията, който ограничава броя годишни имигранти до 50 на държава. Това засяга главно китайците и японците, бягащи от Китайско-японската война. Тъй като законът засяга чуждестранните отношения, той изисква одобрение на американския президент, което и е получено.
Считано от 4 юли 1946 г., тагалог е превърнат от национален език в официален език, заедно с английския и испанския.
Първоначално на Кесон е забранено от конституцията на Филипините да се кандидатира за втори мандат. Обаче, през 1940 г. са ратифицирани конституционни поправки, които му позволяват да се кандидатира повторно. В хода на президентските избори през 1941 г. Кесон е преизбран за президент пред сенатора Хуан Сумулонг, спечелвайки 82% от гласовете.

### Втори мандат (1941 – 1944)
Избухването на Втората световна война и нахлуването на Японската империя в страната водят до периодични резки промени в правителствената структура.
Кесон, в сътрудничество със САЩ, улеснява влизането на еврейски бежанци във Филипините, като в същото време се противопоставя на критиците, убедени от фашизма, че евреите са заплаха за страната.
След като японците нахлуват във Филипините, Кесон се евакуира на остров Корегидор, а след това на Висайските острови и Минданао. След покана от американското правителство се евакуира в Австралия, а после и в САЩ, където установява правителство в изгнание с щаб във Вашингтон.
За да изпълнява дълговете на правителството в изгнание, Кесон наема цял етаж на хотел, където да настани семейството си и служителите си. На 2 юни 1942 г. той се обръща към Камарата на представителите на САЩ, акцентирайки върху нуждата от облекчаване на филипинския фронт. По-късно предава същото послание и пред Сената на САЩ. Въпреки крехкото си здраве, президентът Кесон пътува из САЩ, за да изнася вълнуващи речи, които да поддържат войната за Филипините в съзнанието на американците.
Към 1943 г. филипинското правителство в изгнание е изправено пред сериозна криза. Съгласно конституцията, мандатът на Кесон трябва да приключи на 30 декември 1943 г., а президент да стане текущия вицепрезидент Серхио Осменя. Осменя повдига въпроса пред Кесон, който се опитва да го убеди, че това не би било мъдро решение, имайки предвид обстоятелствата. В спора е привлечен и американския президент Франклин Рузвелт, който обаче решава да стои настрана и предлага филипинските държавни служители да решат сами изхода от проблема. В крайна сметка, Осменя се съгласява Кесон да ръководи страната, докато тя бъде освободена.

## Смърт
През последните си години Кесон боледува от туберкулоза и често посещава болници. Умира на 1 август 1944 г. Първоначално е погребан в САЩ, но по-късно тялото му е пренесено в Манила на 17 юли 1946 г. След това е погребан в Кесон Сити.